# Esteban de Sanlúcar
Esteban Delgado Bernal (Sanlúcar de Barrameda, 1912 - Buenos Aires 1989), de nombre artístico Esteban de Sanlúcar, fue un guitarrista y compositor español de género flamenco

## Carrera
Comenzó su carrera musical en reuniones privadas y cafés cantantes, participando posteriormente en compañías teatrales con Pepe Marchena (1903-1976) y Angelillo (1908-1973), entre otros. Los últimos cuarenta años de su vida los pasó en Hispanoamérica, en Argentina y Venezuela, donde alternó su trabajo como “tocaor” con la enseñanza y la composición.
Entre sus obras destacan Perfil flamenco, El castillo de Xauén, Aromas del Puerto, Primavera andaluza, Horizonte de Málaga, Mantilla de feria y los Panaderos flamencos. Su composición sobre el aire popular Panaderos es la versión clásica del mismo, y como tal ha pasado a formar parte del repertorio guitarrístico flamenco.

## Obras
- 2015: homenaje "Gloria y memoria. Esteban de Sanlúcar" Doble CD al toque solo y acompañando a artistas de renombre[2]